# Nieuwe Merwede

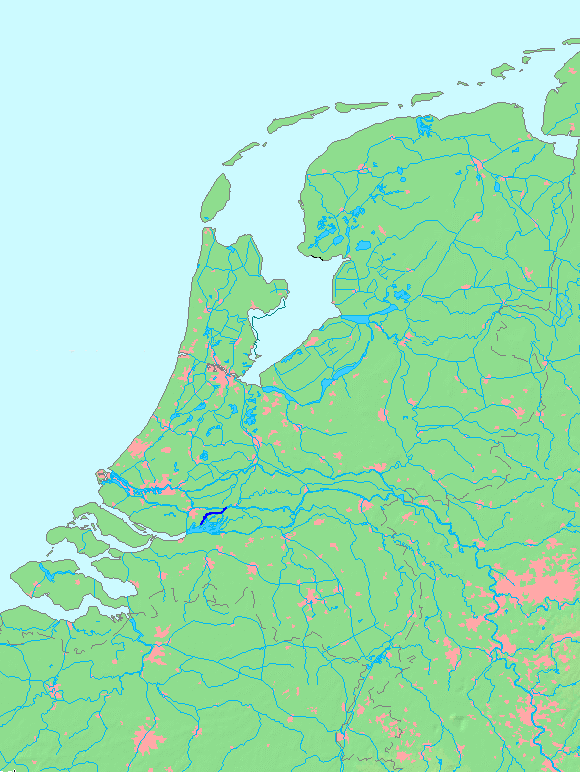
Lage der Nieuwe Merwede

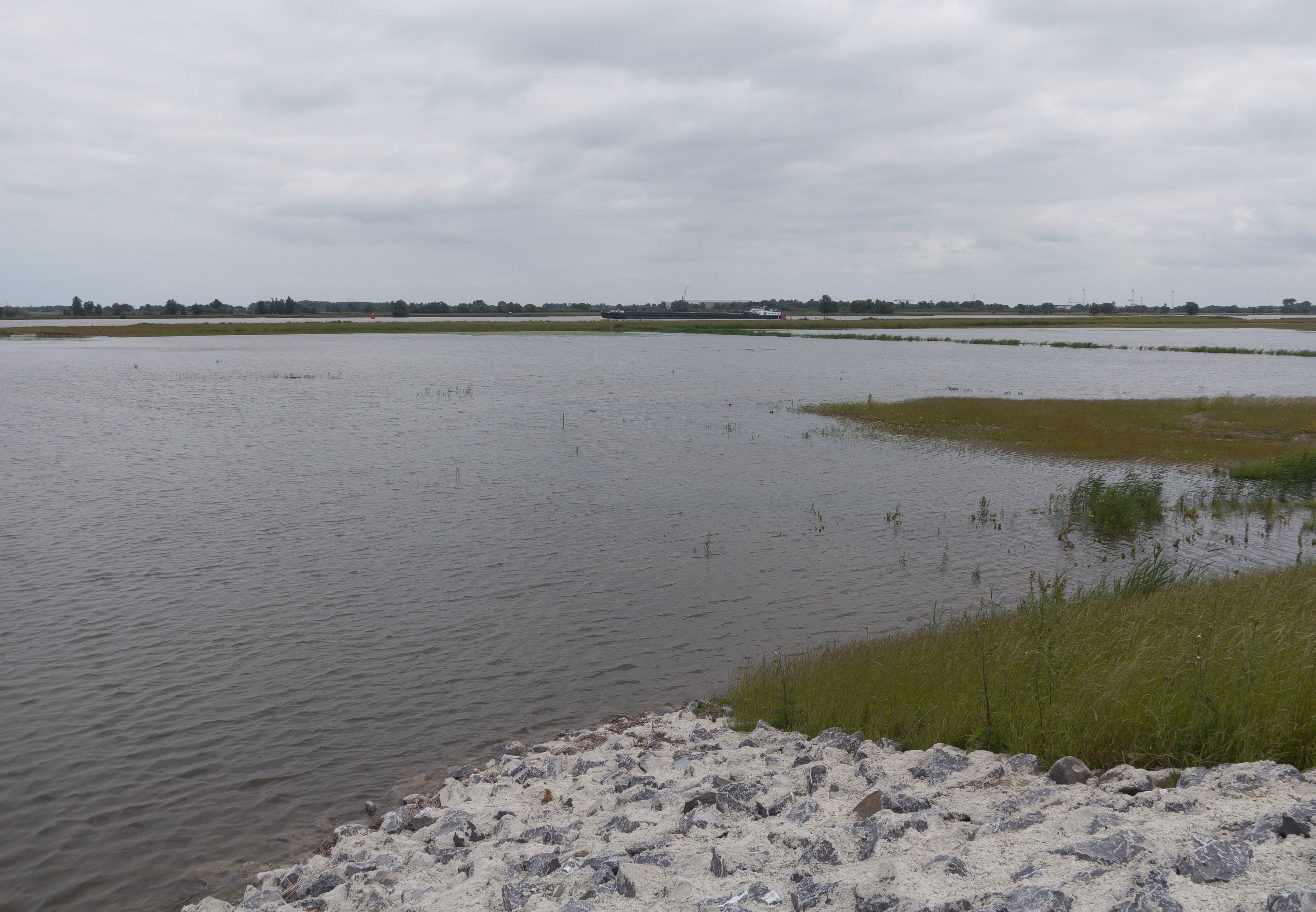
Die Nieuwe Merwede vom Kievitswaard

Die Nieuwe Merwede ist ein zwischen 1861 und 1874 künstlich angelegter Teilabschnitt des südlichsten und hydrologisch leistungsfähigsten Rhein-Mündungsarmes, der Waal in den Niederlanden. 

## Lage und Charakteristik
Der linke und bei weitem größte Mündungsarm des Rheins, die Waal, wird ab der ehemaligen Einmündung der Maas Boven Merwede („Obere Merwede“) genannt. Der Strom gabelt sich bei Werkendam in die nach rechts abgehende Beneden Merwede („Untere Merwede“) und die künstlich angelegte breitere Nieuwe Merwede. Diese geht nach 18,2 Kilometern in das Hollands Diep über, rechts neben der Einmündung der Amer, die, ursprünglich wohl der Unterlauf der Donge, heute vor allem das Wasser der Bergsche Maas führt. Der sich ans Hollands Diep anschließende Haringvliet ist ein breites Ästuar, dessen Wasser durch das Tidesperrwerk des Haringvlietdammes in die Nordsee abfließt. Die Breite der Nieuwe Merwede bewegt sich zwischen 325 und 695 Metern, und ihre Wasserrinne hat eine Tiefe zwischen 3,7 und 5,3 Metern. Zwischen Nieuwe Merwede und Amer liegt das Dreieck-förmige, geschützte Feuchtgebiet des Biesbosch. Die Nieuwe Merwede bildet die Grenze zwischen Zuid-Holland und Noord-Brabant. Bei Dubbeldam auf der Dordrechter Insel besteht eine Fährverbindung zum Südufer.

## Geschichte

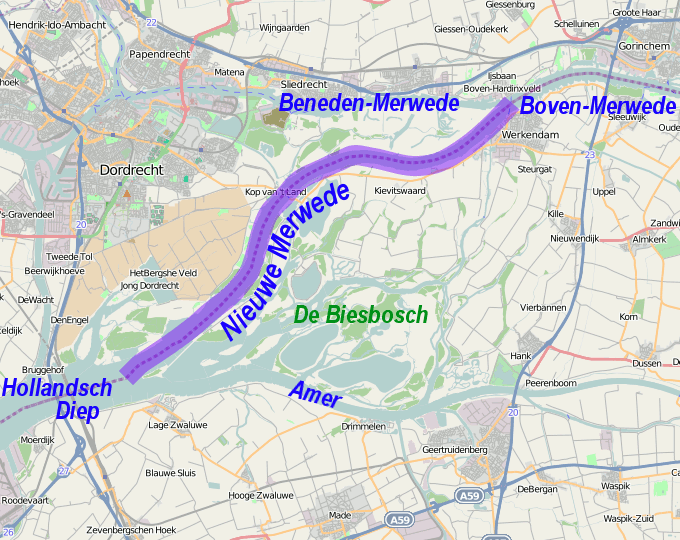
Verlauf der Nieuwe Merwede

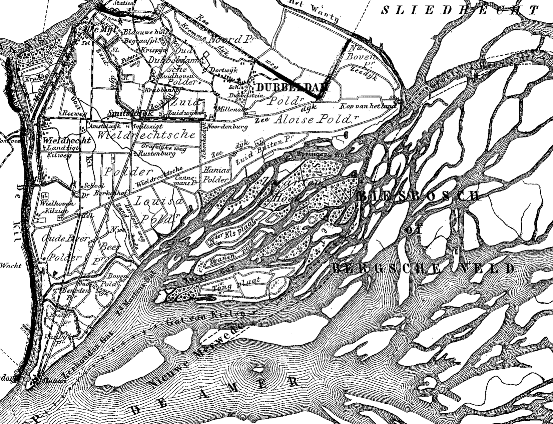
Karte des Biesbosch von 1868 mit dem geplanten Verlauf der Neuen Merwede (gestrichelte Linien)

Vor der Anlage der Neuen Merwede verzweigte sich die Obere Merwede in zahlreiche kleine Arme, die sich teilweise mit der Maas vereinigten. Diese Vielfalt von Gerinnen und Sandbänken bremste bei Hochwasser den Abstrom und minderte die Kraft, das mitgeführte Sediment zu transportieren. Dieser weit landeinwärts liegende aktive Deltabereich war 1421 entstanden, als die Elisabethenflut die im 13. Jahrhundert eingedeichte Flussmarscheninsel  Groote Waard zerriss. Dies war ein Schritt bei der allmählichen Verlagerung der Rheinmündungsarme nach Südwesten ins vormalige Maasmündungsgebiet(siehe hierzu auch: Rhein-Maas-Delta). Die Nieuwe Merwede kann die Wassermassen wesentlich zügiger abführen.

## Funktion
Die Nieuwe Merwede ist zwar der voluminöseste Mündungsarm der Waal und des Rheins, nicht jedoch der wichtigste Schifffahrtsweg; dieser verläuft über die Beneden Merwede, den Noord, die Nieuwe Maas und den Nieuwe Waterweg zur Nordsee. Das Gewässermanagement mittels der Sperrwerke strebt daher eine Abflussmenge im Nieuwe Waterweg von rund 1500 m³/s an, was etwa zwei Dritteln der mittleren Wasserführung (MQ) des Rheins bei Emmerich entspricht. Darüber hinausgehende Abflüsse werden über die Nieuwe Merwede mit ihrer um ein Vielfaches höheren Kapazität abgeführt, also vor allem die Spitzenabflüsse. Umgekehrt kann der Abfluss der Nieuwe Merwede gegen Null gehen, wenn der Rhein wenig Wasser führt. Sinkt der Rheinpegel Lobith nahe der deutschen Grenze unter 1100 m³/s, werden die Strömungsöffnungen im Tidesperrwerk des Haringvlietdams geschlossen. Durch diese Bremsung werden die vereinten Abflüsse von Merwede und Maas über verschiedene Wasserwege des Rheindeltas nach Norden gedrängt (beispielsweise das Dordtsche Kil), wo es schließlich den Nieuwe Waterweg erreicht und verstärkt. Je nach der Abflussganglinie des jeweiligen Jahres kann also die Beneden Merwede den größeren mittleren Abfluss aufweisen oder aber die Nieuwe Merwede, die zumindest vor dem Bau des Haringvlietdammes 44 % des gesamten Rheindurchflusses abführte gegenüber 23 % der Beneden Merwede. Gegenüber der mittleren Wasserführung der Nieuwe Merwede von rund 600 bis 900 m³/s ist die am unteren Ende zuströmende Maas von deutlich geringerer Bedeutung: Sie führt nach verschiedenen Angaben zwischen 330 und 350 m³/s.